# 史記索隱
《史記索隱》共30卷，由唐代司馬貞撰寫，運用了大量的文獻作為校勘材料，保存了豐富的歷史文獻，使得一些書目得以流傳下來，便於后人輯佚，有功於目錄學。另外，《史記索隱》在文獻考證上也取得豐碩成果，考證人名、史實及司馬遷生平等等。現時存放於各大學術機構的版本皆為明朝末期毛氏汲古閣刻本。

## 提要
四庫全書總目提要卷045：
唐司馬貞撰。貞，河內人，開元中官朝散大夫、宏文館學士。貞初受史記於崇文館學士張嘉，會病褚少孫補司馬遷書，多傷踳駁。又裴駰集解舊有音義年遠散佚，諸家音義延篤音隱，鄒誕生、柳顧言等書亦失傳。而劉伯莊許子儒等又多疎漏，乃因裴駰集解，撰爲此書。首注駰序一篇，載其全文。其注司馬遷書，則如陸德明經典釋文之例，惟標所注之字。蓋經傳別行之古法。凡二十八卷，末二卷爲述贊一百三十篇及補史記條例。欲降秦本紀、項羽本紀爲系家，而呂、孝惠各爲本紀。補曹、許、邾、吳芮、吳濞、淮南家，而降陳涉於列傳。蕭何、曹參、張良、周勃、五宗、三王各爲一傳，而附國僑、羊舌肸於管晏。附尹喜、莊周於老子，附韓非於商鞅，附魯仲連於田單，附宋玉於屈原，附鄒陽、枚乘於賈生。又謂司馬相如、汲鄭傳不宜在西南夷後，大宛傳不合在俠、酷吏之閒。欲更其次第，其言皆有條理。至謂司馬遷述贊不安而別爲之，則未喻言外之旨。終以三皇本紀，自爲之註，亦未合闕疑傳信之意也。此書本於史記之外別行。及明代刊刻監本，合裴駰、張守節及此書。散入句下，恣意删削。如高祖本紀「母媼」、「母温」之辨。有關考證者，乃以其有異舊説，除去不載。又如燕世家啓攻益事，貞註曰：「經傳無聞。」未知其由。雖失於考據竹書，案今本竹書不載此事，此據晉書·束晳傅所引。亦當存其原文，乃以爲宂句亦删汰之。此類不一，漏略殊甚。然至今沿爲定本，與成矩所刊朱子周易本義，人人明知其非，而積重不可復返。此單行之本爲北宋祕省刊板，毛晉得而重刻者。録而存之，猶可以見司馬氏之舊，而正明人之疎舛焉。

## 外部連結
- 《史記索隱》 （唐）司馬貞 在 archive.org 免費下載